# John Downie
John Downie, también llamado Juan Downie, fue un militar y aventurero escocés nacido en el Condado de Stirling, Escocia, Reino Unido, el 28 de diciembre de 1777, y muerto en Sevilla, España, el 5 de junio de 1826. Fue gobernador del Real Alcázar de Sevilla. Participó en la Guerra de la Independencia Española.

## Biografía
Nace en el condado de Stirling, en Escocia, Reino Unido, hijo de Benjamin Downie, propietario en Blaigorts; y de Margarita Forrester, de una familia de rancio abolengo que se preciaba de descender de Sir Duncan Forrester, quien fuera mayordomo de palacio del rey Jacobo IV de Escocia. Consiguió hacer fortuna en las Indias Occidentales pero, tras contraer matrimonio en Londres, Inglaterra, sufre un percance económico y Sir Thomas Picton le recomendará ingresar en el ejército inglés, donde servirá a las órdenes de Sir John Moore al comienzo de la Guerra de la Independencia en España, donde el Reino Unido ayudaba a España en su lucha contra las tropas napoleónicas. Poco después, pasaría a las órdenes del futuro duque de Wellington.
Desde 1810 figura en el ejército español y al mismo tiempo era comisario general británico. Una vez en España, durante la Campaña de Badajoz, crearía un ejército particular de 3000 extremeños en febrero de 1810, a la que llamó Leal Legión Extremeña, aprobada con agrado por la Regencia de España el 22 de junio de 1810, y de la que fue nombrado coronel el 22 de julio de 1810, ascendiendo a brigadier el 10 de abril de 1812, siendo bachelor en Gran Bretaña. Creó Leal Legión Extremeña para evitar dar cuentas a nadie en sus acciones militares, si bien no eran mercenarios, sino una especie de guerrilla militarizada. Para crear esta legión contó con la mediación del marqués de la Romana, aunque no así con toda la aprobación de Wellington, que le consideraba "demasiado español".
En 1810 la marquesa de Conquista le regalaría la espada auténtica del conquistador español Francisco Pizarro, espada que blandiría en los sucesivos combates y que hoy se conserva en la Real Armería de Madrid, en el Palacio Real de Madrid.
Downie y los suyos iban vestidos motu proprio a la antigua usanza española, es decir, con calzas, jubón y ropa de color blanco y rojo, con bonete y capa corta. Además, él llevaba un enorme bigote y tenía un cuerpo robusto. Si a esto le sumamos el parche en el ojo que llevaría más adelante y lo particular de su espada, su semblanza era realmente particular. De otro lado, creó también en 1810 un cuerpo de lanceros a caballo llamado Cuerpo Volante de Leales de Pizarro, que iba ataviado con ropajes de los tiempos de Carlos V.
En 1811 consigue una victoria en la batalla de Arroyomolinos a pesar de contar con inferioridad de fuerzas, logrando hacer 200 prisioneros franceses. El 5 de abril de 1812 logra una victoria en la batalla de Espartinas que le vale su ya citado ascenso a brigadier el 10 de aril de 1812. Al regresar a Cádiz, pasa a las filas del mariscal de campo Juan de la Cruz Mourgeon, con quien tomaría Sanlúcar de Barrameda y con quien se dirigiría posteriormente a Sevilla, pasando por Castilleja de la Cuesta.
El 27 de agosto de 1812, durante la batalla del Puente de Triana, para tomar Sevilla de manos francesas, emprende a caballo una carga casi suicida blandiendo la espada de Pizarro superando las barreras de la artillería francesa y, cuando intentaba saltar con su caballo por un hueco del puente, es herido y tirado del caballo, sufriendo una herida en el ojo y en la mejilla y siendo apresado por los franceses, arrojando antes la espada a la Legión Extremeña para evitar que cayera en manos de los enemigos.
Prisionero de los franceses, herido en la cara y tuerto de un ojo, Downie es atado a un cañón y es llevado a la Villa de Marchena, a 52 kilómetros al este de Sevilla. El duque de Wellington canjeará al prisionero por 190 soldados franceses. Tras este incidente John Downie se mostró muy agradecido por la preocupación que habían mostrado los españoles por él. En adelante, habría de llevar un parche en su ojo.
La Guerra de la Independencia Española finaliza en 1814 y, tanto durante la guerra como hasta su muerte, escribe una serie de proclamas y cartas que son enviadas a la prensa inglesa y española y repartidas por Cádiz y Sevilla, donde finalmente vivirá.
De 1820 a 1823 tiene lugar en España el Trienio Liberal, en el cual los partidarios del liberalismo se enfrentan a los monárquicos absolutistas. John Downie era absolutista y partidario de Fernando VII por lo que fue arrestado y llevado al castillo de Santa Catalina en Cádiz. En 1823, con la llegada de la Segunda Restauración, Fernando VII, de nuevo en el poder, lo pone en libertad.
Recibe la Gran Cruz de San Fernando en Sevilla el 15 de diciembre de 1823 y es purificado el 26 de febrero de 1824.